# Itsukushima-schrijn

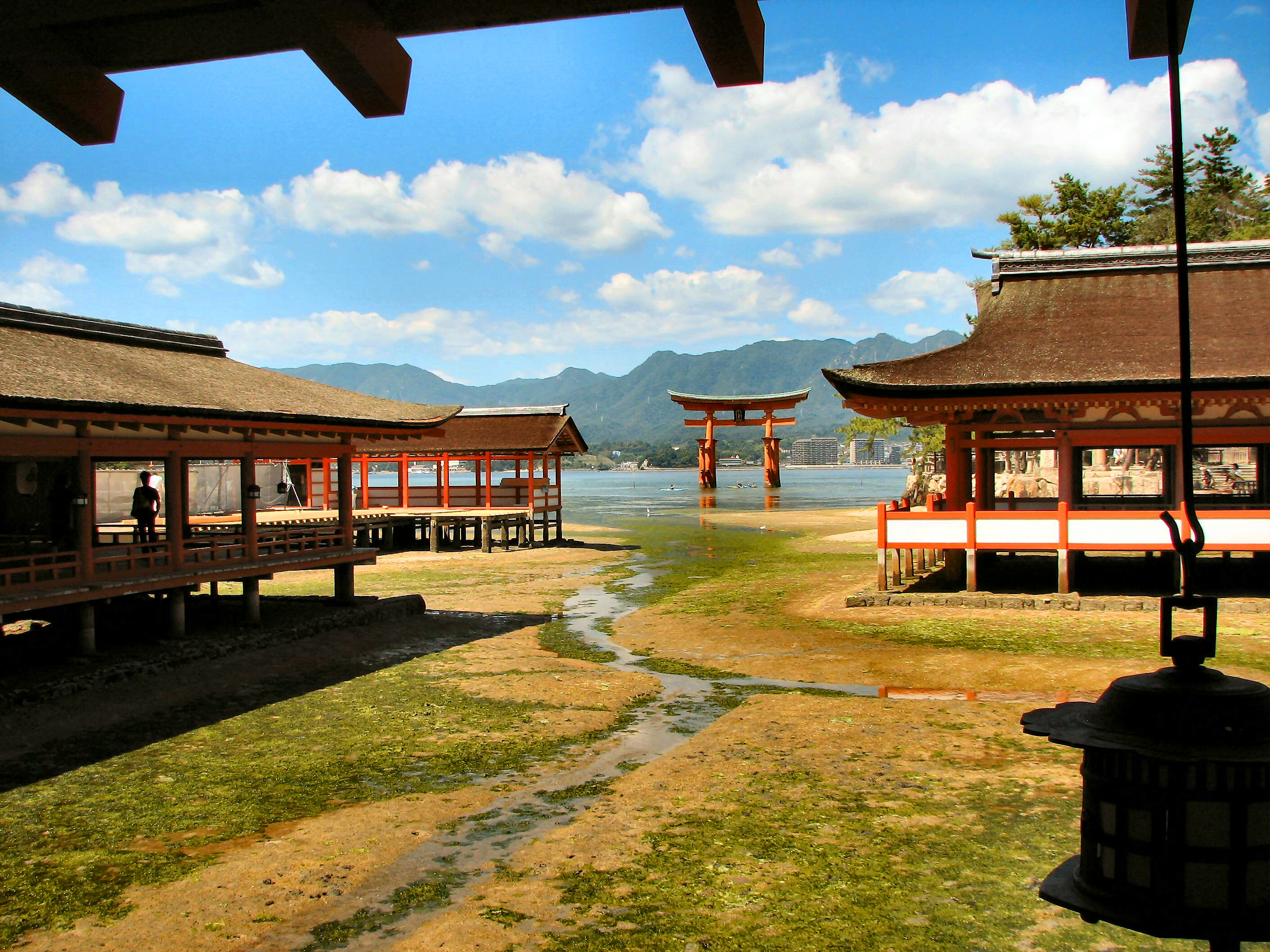
Itsukushima schrijn met de bekende poort op de achtergrond.

Het Itsukushima-schrijn (Japans: 厳島神社, Itsukushima Jinja) is een shintoschrijn op het eiland Miyajima (ook bekend onder de naam Itsukushima).
Het schrijn ligt in de stad Hatsukaichi in de prefectuur Hiroshima in Japan. Sinds 1996 staat het schrijn op de Werelderfgoedlijst van UNESCO. Verschillende gebouwen en voorwerpen van het schrijn staan tevens op de lijst van het Nationaal erfgoed van Japan. De geschiedenis van het schrijn gaat terug tot de 6e eeuw. Het is verscheidene malen vernield geweest. Het huidige schrijn dateert uit het midden van de 16de eeuw maar het ontwerp zou al sinds 1168 onveranderd zijn toen de huidige gebouwen werden opgericht in opdracht van generaal Taira no Kiyomori.

## Belangrijkste gebouwen
- De torii. Een torii vormt de toegangspoort tot een schrijn. De torii van Itsukushima staat in zee omdat de mensen vroeger het schrijn steeds bezochten via de zee. Het is een van de bekendste toeristische attracties van Japan. De torii is 16,8 m hoog en weegt ongeveer 60 ton.

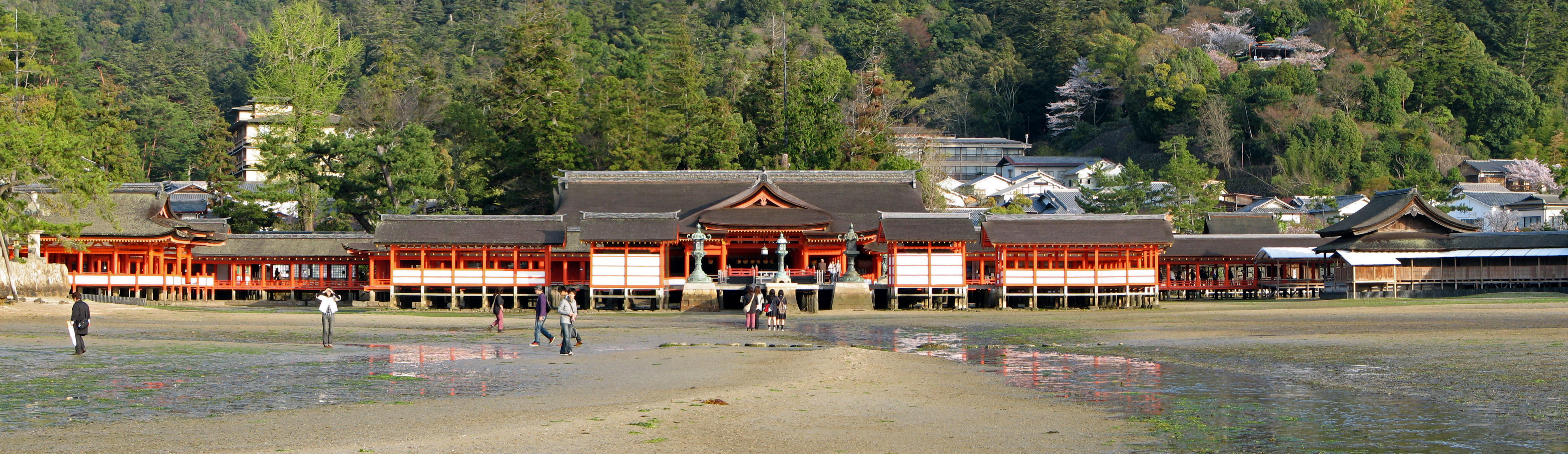
Het schrijn gezien vanaf de torii

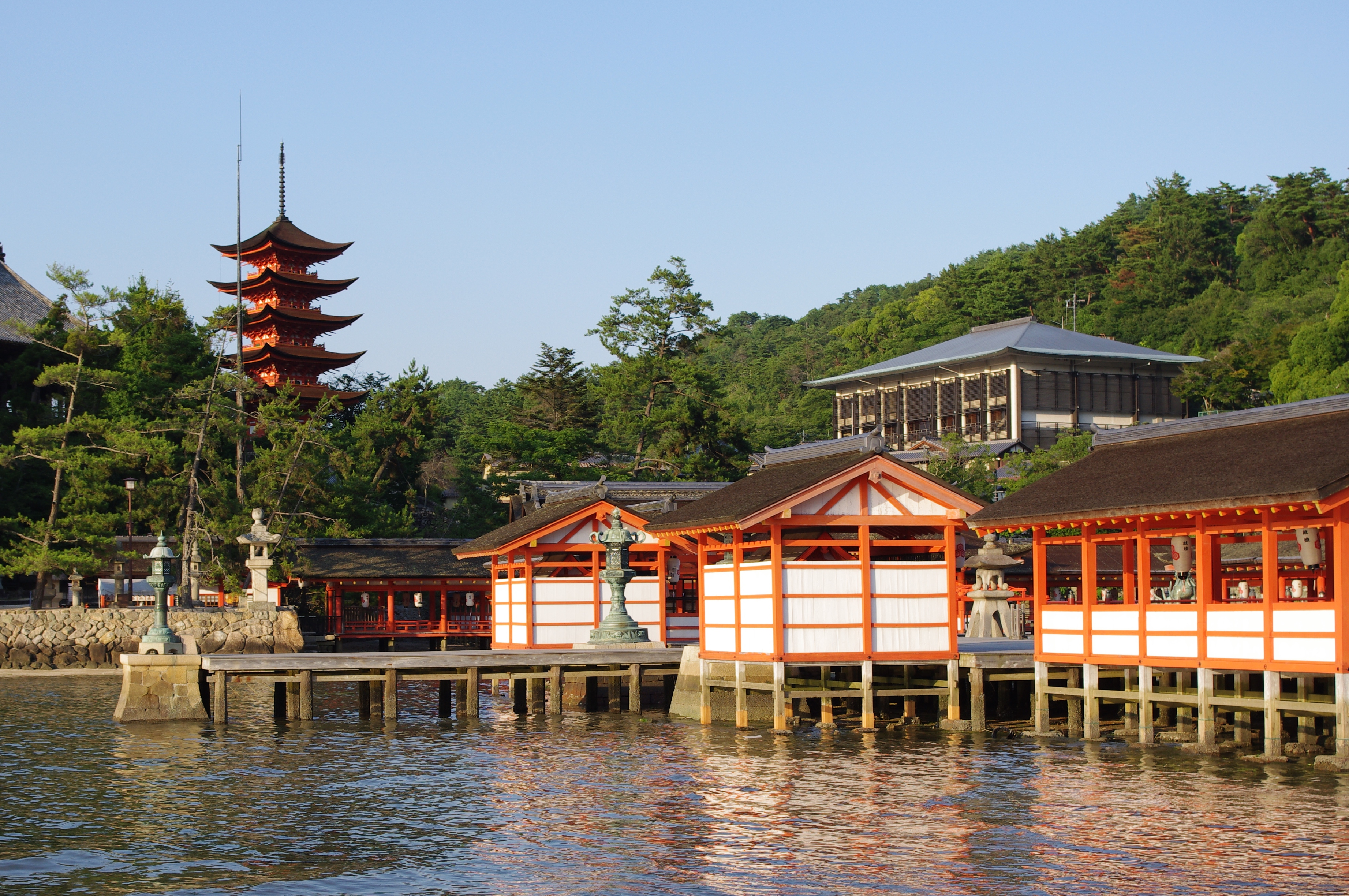
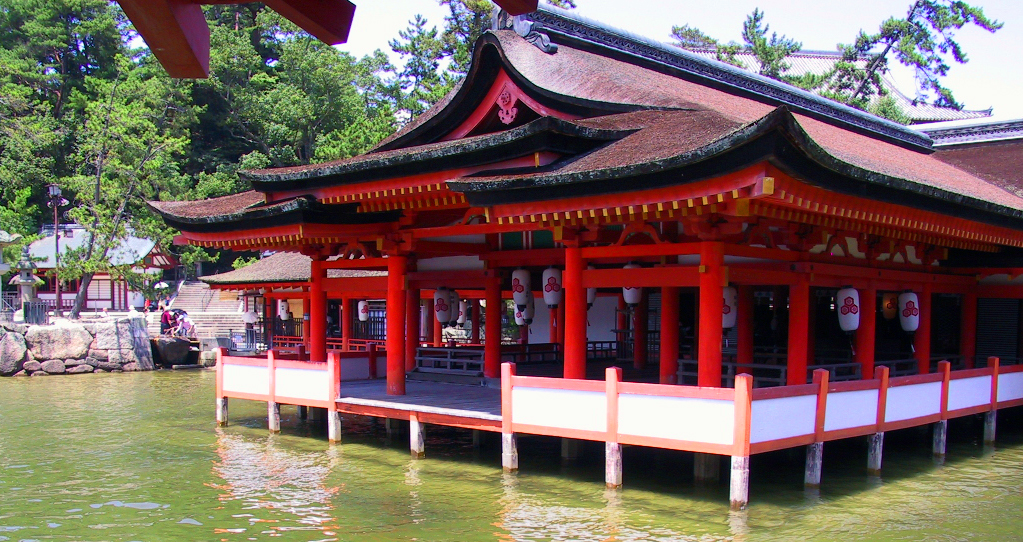
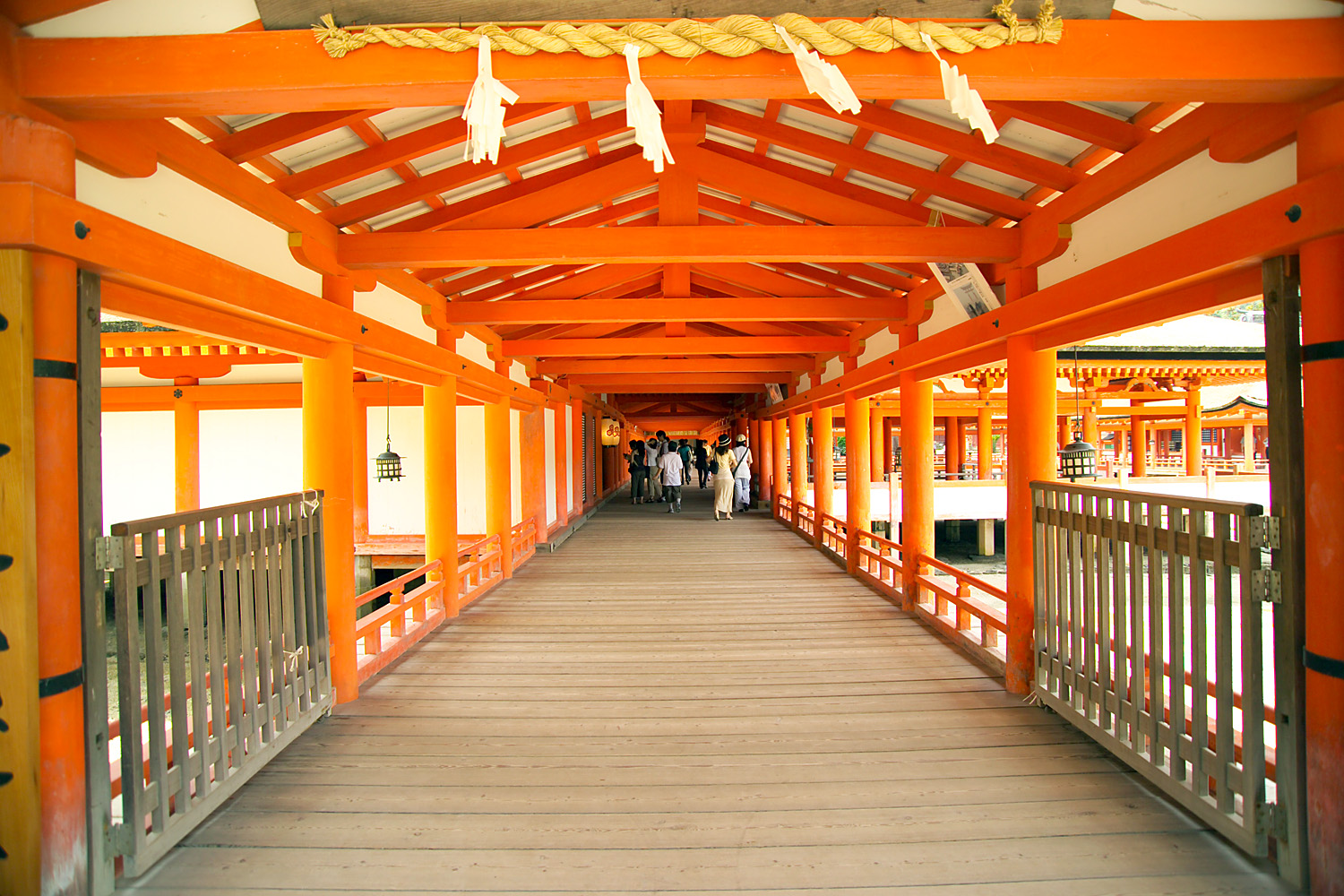
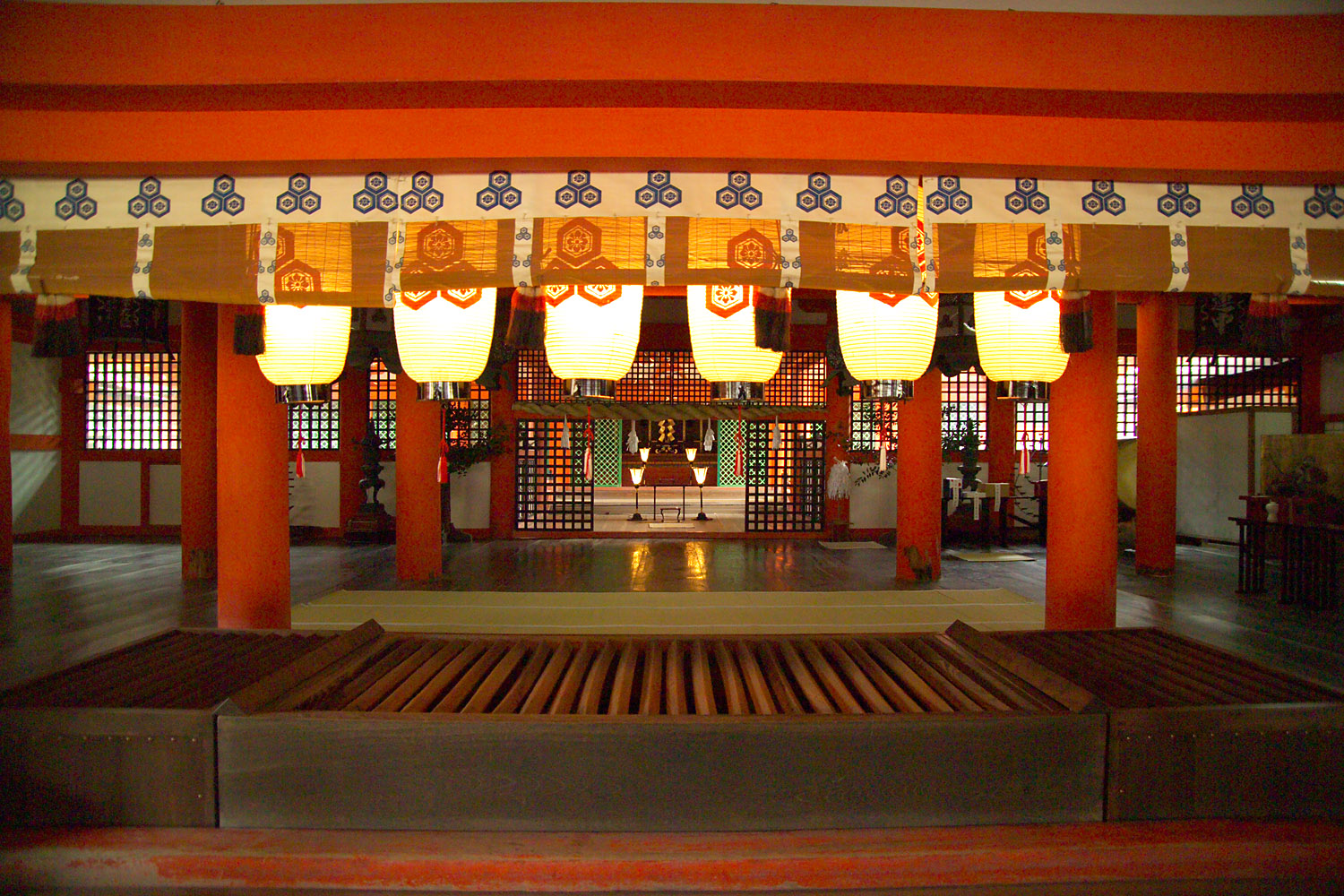

- Honden, het hoofdgebouw
- Hirabutai
- Takabutai
- Soribashi
- Noh Butai
- Kairo